# عشق اینجوری کجاست
عشق اینجوری کجاست (به هندی: Aisa Pyaar Kahan) یا عشق شبیه این کجاست؟ (به انگلیسی: Where is love like this?) فیلمی هندی محصول سال ۱۹۸۶ و به کارگردانی ویجی ساداناه است. در این فیلم بازیگرانی همچون جیتندرا، میتون چاکرابورتی، جایا پرادا، پادمینی کولاپوری، وینود مهرا، آسرانی، بیندو و منموهان کریشنا ایفای نقش کرده‌اند.